# Tenuipalpus bucidae
Tenuipalpus bucidae är en spindeldjursart som beskrevs av De Leon 1956. Tenuipalpus bucidae ingår i släktet Tenuipalpus och familjen Tenuipalpidae. Inga underarter finns listade i Catalogue of Life.